# Тонгбуран, Порнчай
Порнчай Тонгбуран (англ. Pornchai Thongburan, р. 1 июля 1974, Таиланд) — тайский боксёр, призёр Олимпийских игр 2000 года.